# قلعة آذري خوزستان (ويس)
قلعة آذری خوزستان (بالفارسية: قلعه‌آذری) هي منطقة سكنية تقع في إيران في قسم ويس الريفي.